# Liliam Kechichián

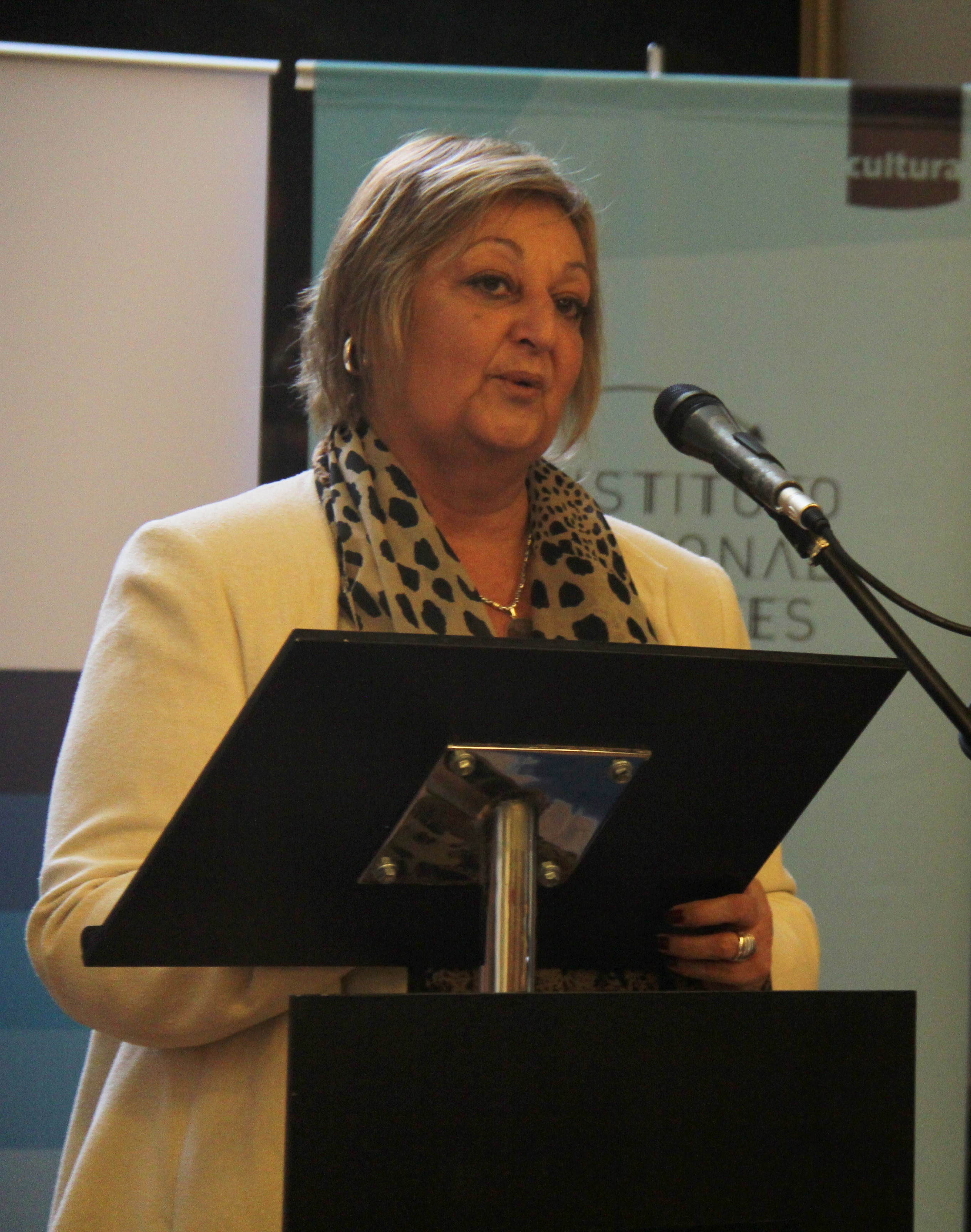
Liliam Kechichián im Jahr 2016.

Liliam Kechichián (* 2. März 1952 in Montevideo) ist eine uruguayische Politikerin.

## Leben
Liliam Kechichián ist armenischer Abstammung ist und lehrte als Dozentin im Fachbereich Tourismus am Instituto de Capacitación en Turismo. Von 1990 bis 1995 hatte die Mitbegründerin der Frente Amplio ein Mandat als Edil in Montevideo inne. Von 2000 bis 2005 war sie Direktorin für Tourismus und Freizeitgestaltung der Intendencia von Montevideo. 2004 wurde sie in die Cámara de Representantes gewählt und übernahm dort den Vorsitz der Tourismuskommission. Auch war sie Präsidentin der Corporación Turística. 2006 wurde sie während der Regierungszeit des Staatspräsidenten Tabaré Vázquez Staatssekretärin im Ministerium für Tourismus und Sport und übte diese Position in der Folgezeit unter der Präsidentschaft José Mujicas aus. In jenem Jahr wurde sie auch als "Frau des Jahres 2006 im Tourismus" ("La Mujer del Año 2006 en Turismo") ausgezeichnet. 2011 wurde ihr diese Ehre ein zweites Mal zuteil. Am 31. Mai 2012 übernahm sie als Nachfolgerin von Héctor Lescano das Amt der Tourismus- und Sportministerin.